# Эрзурум
Эрзуру́м (тур. Erzurumо файле  /ˈæɾ.zu.ɾum/), Арзен, Эрзеру́м, Арзеру́м, Феодосио́поль (греч. Θεοδοσιούπολη), Кари́н/Гари́н (арм. Կարին) — город на северо-востоке современной Турции, административный центр (центральный район, меркези) одноимённого ила.
Население 395 000 жителей. Город расположен на Армянском нагорье на плато высотой более 1900 м над уровнем моря; климат континентальный.

## Название и этимология
Эрзурум — город в исторической Западной Армении, получил своё нынешнее название в XI веке. В 1048—1049 годы лежавший по соседству древнеармянский город Ардзн был разрушен сельджуками, и жители его бежали в Карин, который с этого времени стал называться Ардзн-Рум, что означает «Римский Ардзн» (по-гречески «Арзен Ромеев», ромеями называли себя византийцы, греки по преимуществу), и уже из этого названия с течением времени образовалось Эрзурум.

## История

### Древность и средневековье
В XVI—XIII веках до нашей эры, территория города Эрзерум входила в состав царства Хайаса. По некоторым мнениям, армянское название города — Карин, и прилегающей области — Карано, происходит от имени царя Хайасы — Каранни (1400—1375 гг. до н. э.), царская резиденция которого находилась к западу от современного города, в верховьях Евфрата
В VI—IV веках до нашей эры территория города, как и вся область Карано входит в состав Армянской сатрапии, под властью Ахеменидов
В IV—III вв. до нашей эры — в составе Армянского Айраратского царства
Согласно Страбону (XI, 14, 5), в начале II в. до н. э. армянский царь Арташес Первый (189—160 гг. до нашей эры) «отрезал часть (земель) от соседних народов». Среди них он называет Каренитиду (Эрзерум) и Ксерксену (Держена), земли, отрезанные армянами от халибов и моссиников.
Карин был центром провинции Высокая Армения.
Карин составлял часть домена армянских Аршакидов, а после раздела страны около 387 года, был резиденцией последнего правителя западной части Армении.
Византийский император Феодосий II около 421 года укрепил его и дал ему имя  Феодосиополь. В 502 году город временно находился во власти персов, точно так же и в конце VI века, когда значительная часть его жителей была переселена в Хамадан. Во время правления императора Юстиниана I (528 г.) Эрзурум был региональной столицей Византийской Армении. Центром местной власти, возможно, являлась княжество Карин, территории соответствующей после 387 года провинции Верхняя Армения. Феодосиополь стал известен как центр производства различных видов ткани, а также как место расположения горячих источников. Город также был резиденцией армянского епископа.
В 647 году арабы во главе с Хабибом завоёвывают город, после чего последний селит в городе 2000 арабов, с которыми неоднократно вступали в борьбу греки, но вскоре после 1000 года город последними окончательно оставлен. Коренные армянские князья сыграли важную роль во всех событиях связанных с арабо-византийским конфликтом в этой области. В 770 году местные армянские правители организовали крупномасштабное восстание против арабов и осадили город.
За оказанную помощь в подавлении мятежа Варда Склира Византия передала Давиду III Куропалату ряд областей, в том числе Феодосиополь. После смерти Давида (1001 г.) Василий II унаследовал его владение и между 1001/1021 гг. создал на этих территориях фему Иверия (1001/1021-1074 гг.).
В 1049 году преимущественно армянонаселённый город был взят отрядами турок, а население подверглось жестокой резне. Византийский хронист Иоанн Скилица сообщает, что при взятии Эрзурума турками было вырезано 140000 человек. В 1074 году Григорий Пакуриан ушел с поста главнокомандующего имперскими войсками на востоке и передал земли (Теодосиополь, Олти, Карс, Вананд, Карнипори и часть Тао) царю Грузии Георгию II. Территория была полностью очищена от турецких отрядов до 1075 года.
В сельджукский период большую часть населения города продолжали составлять армяне. Для XII века Энциклопедия ислама называет Эрзурум крупным армянским городом.

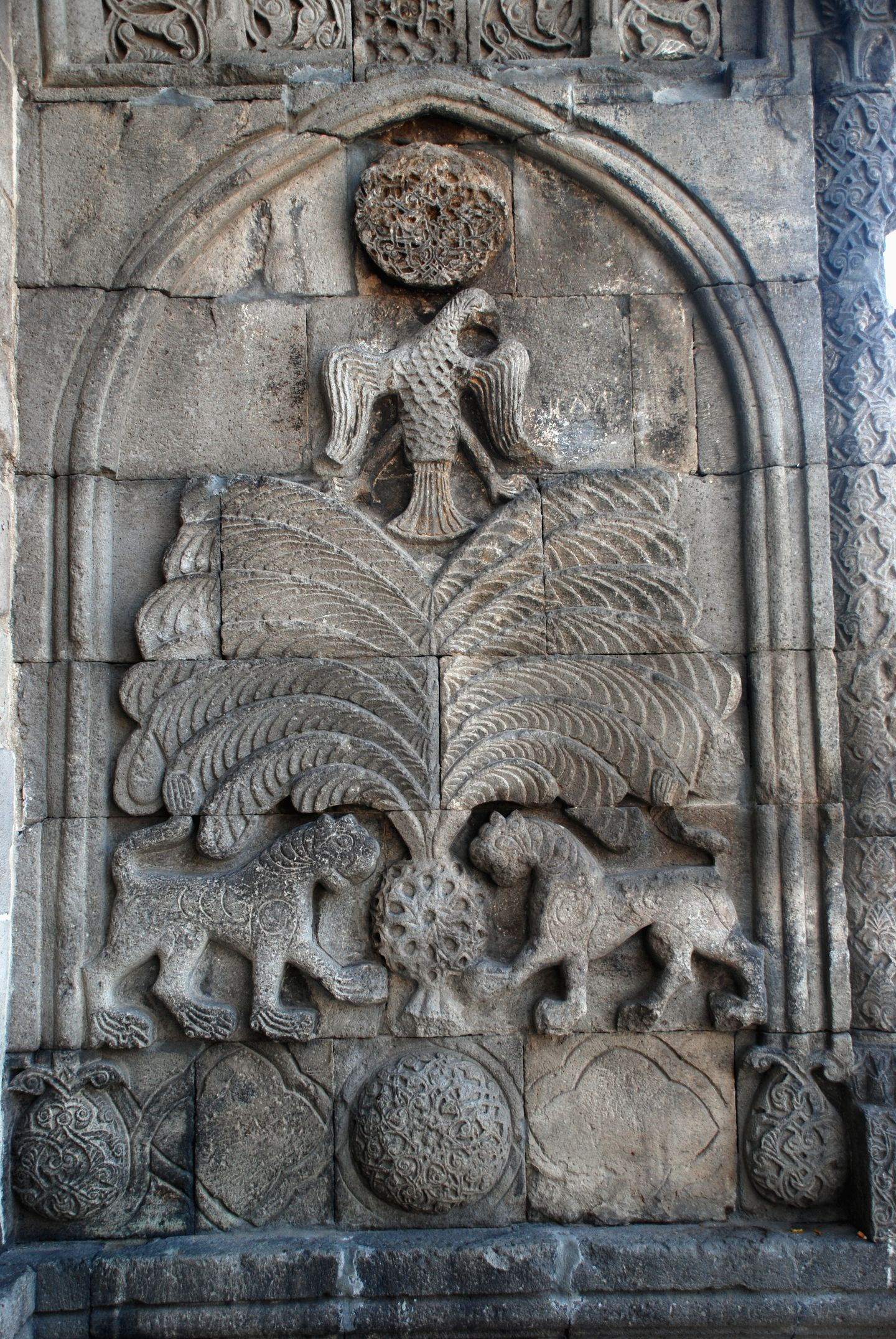
Сельджукская резьба по камню на медресе Якутие, XIV век

По мнению Пикока, похоже, что между XII и XIII веками правители Эрзурума признавали грузинский сюзеренитет. С начала XIII века почти вся Западная Армения, включая Эрзурум, находилась во владении сельджуков. После принятия власти монгольский военачальник Байджу собрал войско из всех народов под его владычеством и отправился в западную часть Армении, которая в то время находилась под господством султана Рума. В 1242 году Байджу осадил Эрзурум и приказал снести городские стены. Позднее город стал столицей турецкого княжества Салтукидов.

Испанский историк XV века, во время путешествия в Самарканд побывав в городе, говорил 
Город располагался на равнине, имел мощную каменную стену с башнями, и в нем был замок. Город не очень населен, и там прекрасная церковь, так как ранее он принадлежал армянским христианам и в нем жило много армян.
В 1472 году он перешёл под персидское владычество, а в 1522 году областью этой овладели турки. Под властью Османской империи Эрзурум стал главной османской военной базой против Ирана и Грузии в XVI—XVII веках.

### Новое и новейшее время

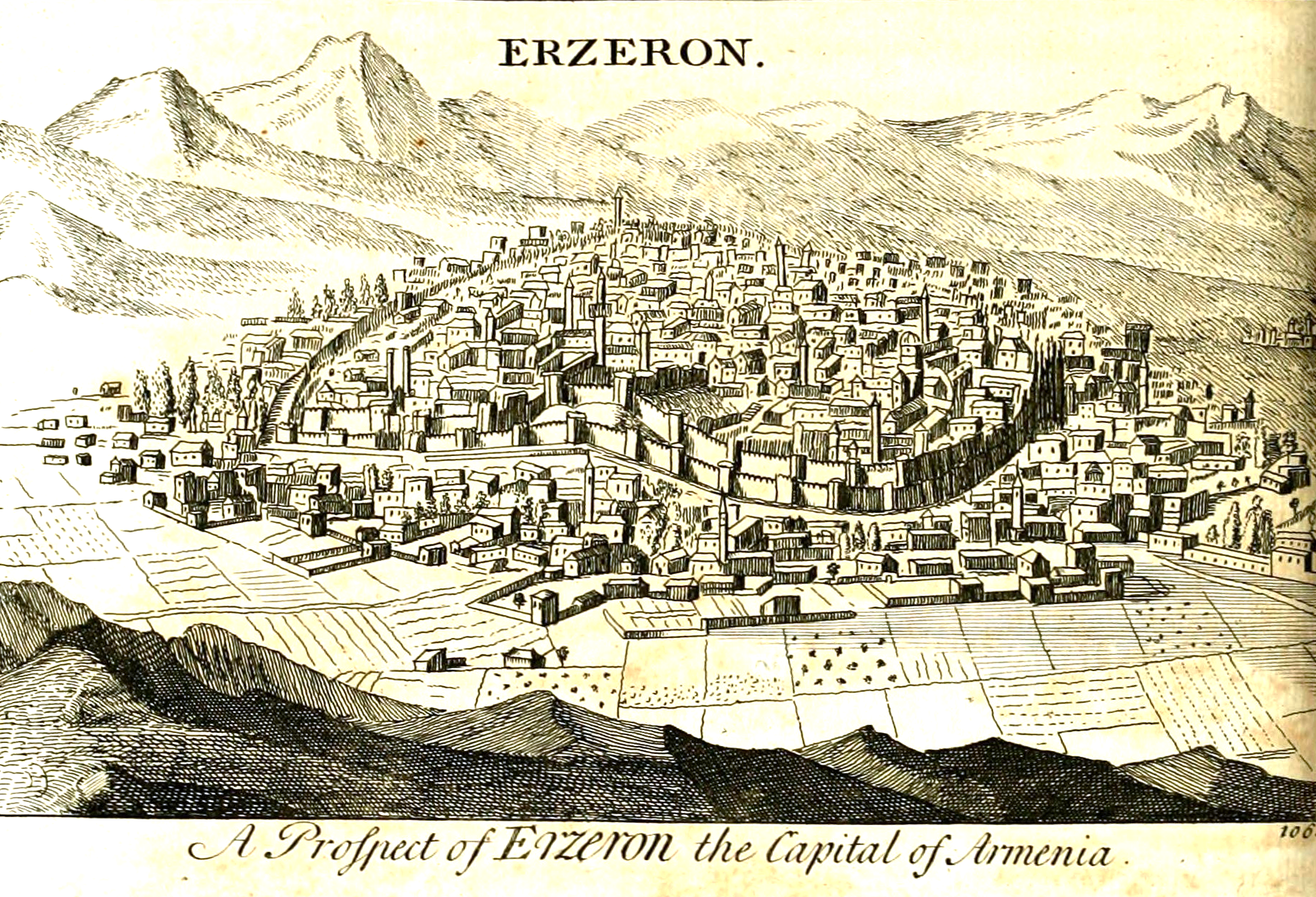
Гравюра: Эрзерум — столица Армении. 1717 год. Эпоха Османской империи

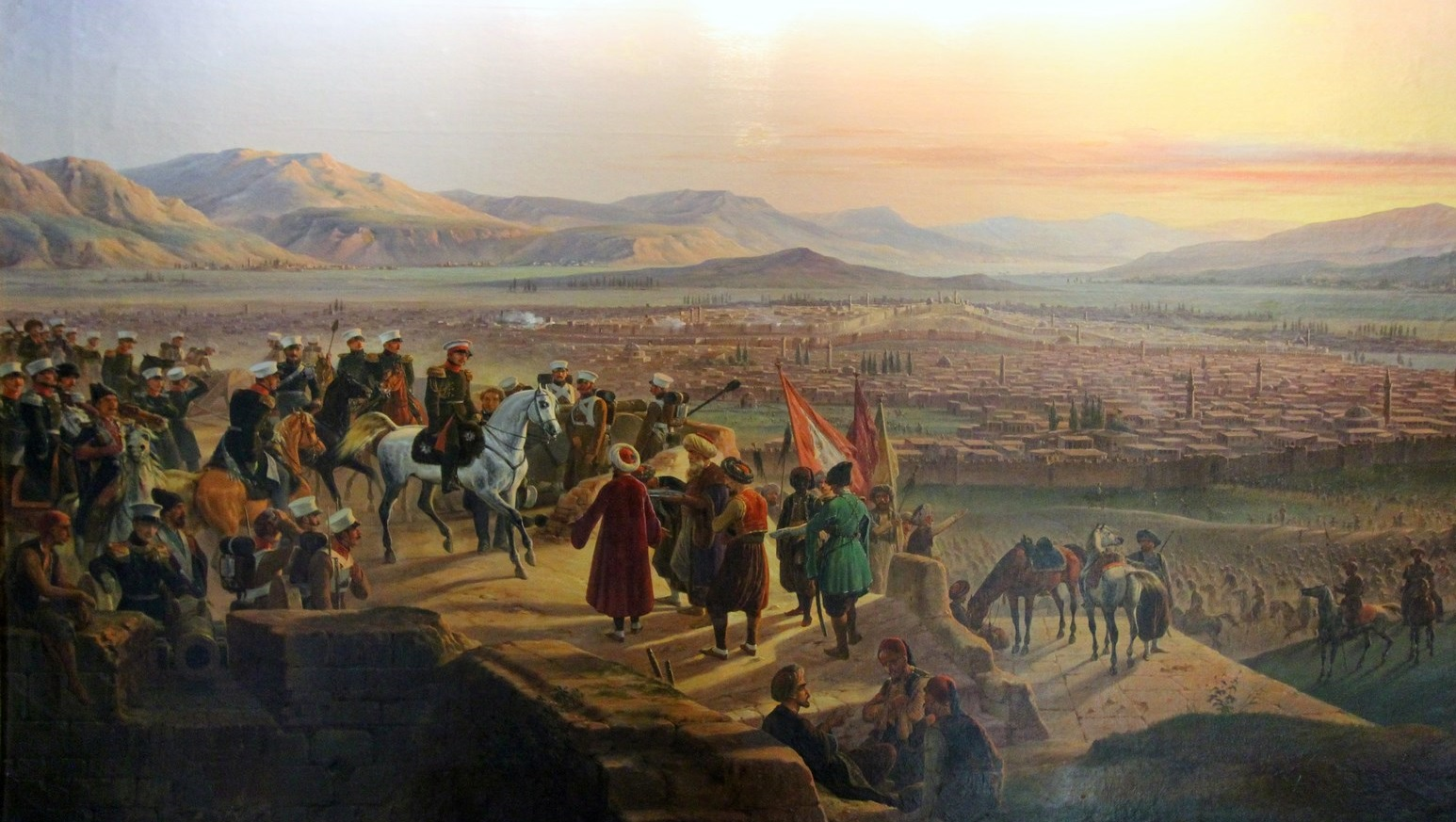
Капитуляция турецких войск в Эрзуруме (1829)

Современные историки называют город «Столицей Турецкой Армении».
Вследствие победы русских, под начальством Паскевича, над турками на Эрзурумской равнине (в июле 1829 года) пашалык Эрзурум, вместе с главным городом, оплотом Турции со стороны России и Персии, оказался во власти России, но по Адрианопольскому миру был возвращён султану. Во время этого похода Эрзурум посетил Пушкин, описавший поездку в своём «Путешествии в Арзрум».
В 1877 году Ахмед Мухтар-паша, разбитый в сражении на Аладжинских высотах, отступил за Саганлугский хребет, преследуемый отрядом генерала Геймана, который 23 октября снова нанёс поражение туркам у Деве-Бойну. Последние быстро отступили в Эрзурум; попытка овладеть крепостью посредством одного стремительного удара не удалась. Отряд Геймана расположился на зимних квартирах в окрестностях крепости. На основании заключённого в 1878 году мира Эрзурум занят был в феврале русскими войсками, но по Берлинскому трактату возвращён Турции.
В 1895 году в городе была организована резня армянского населения, в которой участвовали войска и турецкое гражданское население.
Ещё в начале 1800-х годов, в Эрзерумском вилайете насчитывалось 976 армянских деревень, в которых проживало более 400000 армян. Однако вследствие ряда погромов, организованных руководством Османской империи в 1821—1822, 1829—1830, 1854—1855, 1877—1878, и особенно после резни 1895 года, численность армян сократилась до 203000 человек, а большинство армянских сёл полностью лишились своего населения и позже в них были расселены мусульмане.

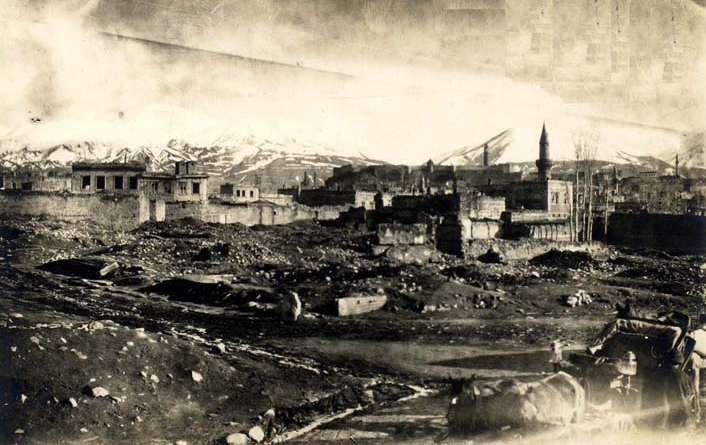
Город во время Первой Мировой войны.

В 1915 году все оставшееся армянское население было разделено на 5 караванов и депортировано в сторону Сирии.
17 июня первый караван депортированных армян был направлен в сторону Ерзнка и, не дойдя до Харберда, истреблён. Второй караван, ведомый под надзором 400 полицейских, подвергся в Баберде нападению четников. Оставшиеся в живых погибли по дороге Камах- Акн- Арабкир- Мосул. Третий караван, состоявший из 3000 человек, был вырезан, не дойдя до Камаха, четвёртый (9000 человек) — уничтожен в с. Ашкала и местности Камах- Богази в ущелье Евфрата. Угнанный из города 18 июля пятый караван с армянами ждала участь первых четырёх. В августе 1915 года в Эрзруме оставалось всего 50 армян, часть которых в качестве квалифицированных мастеровых была оставлена для обслуживания нужд турецкой армии.

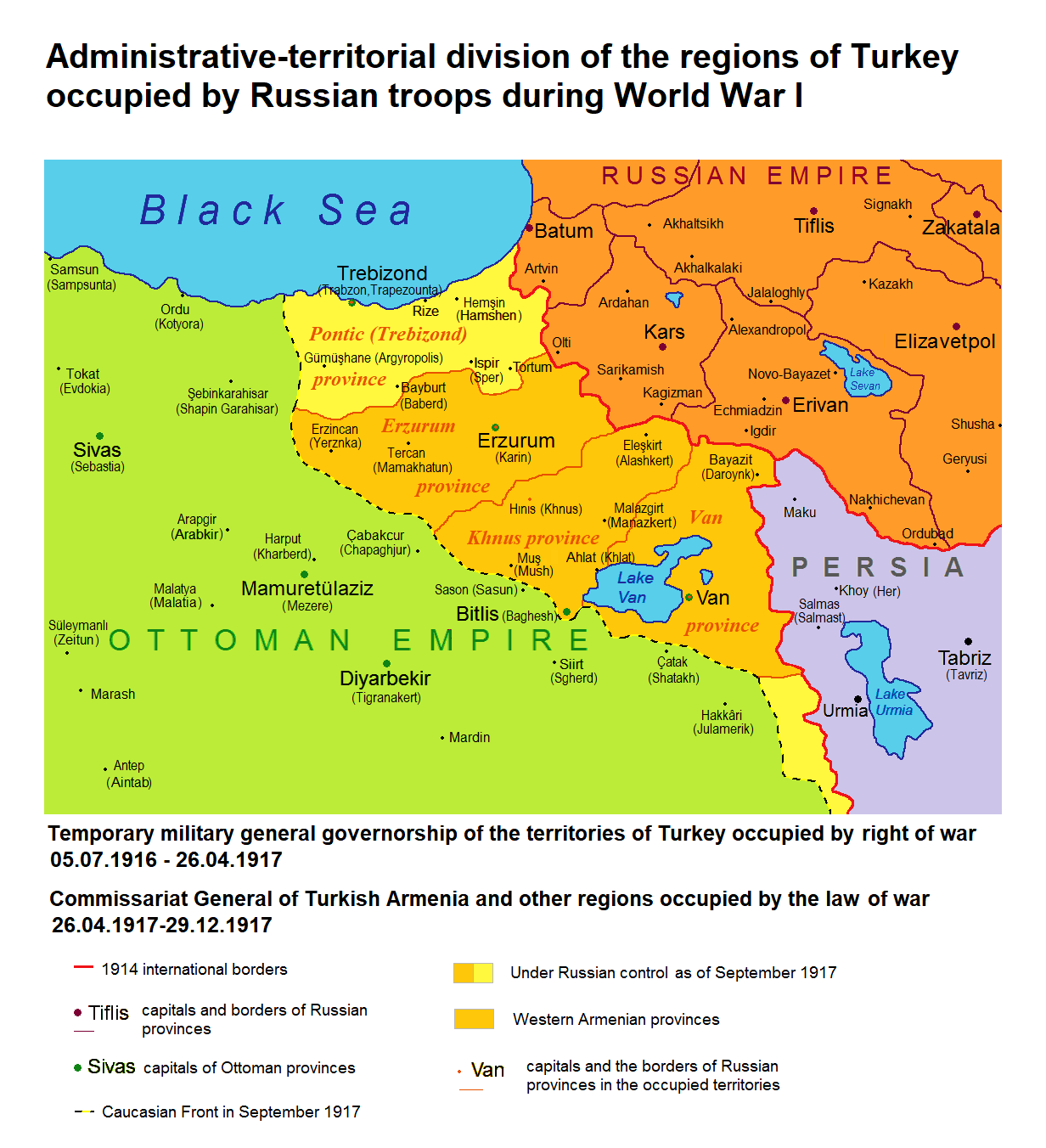
Эрзерумская область в административно-территориальном делении регионов Турции, оккупированных русскими войсками в годы Первой мировой войны 1916—1917 гг.

В 1916 году во время Первой мировой войны город был взят русской армией (см. Эрзурумская операция). С февраля 1916 по декабрь 1917 года город находился под контролем России. По сообщениям прессы того времени, около 25 тыс. армян вырезано в городе до прихода русской армии, а в целом, к лету 1916 года «65 тыс. армян из города Эрзерум и его окрестных деревень были доведены до смерти или умерли в изгнании».
Летом 1916 года здесь был создан Комитет беженцев, который проделал большую работу по оказанию помощи и возвращению спасшихся от резни эрзрумцев в свои родные края. На средства состоятельных армян Москвы в Эрзруме начал действовать «Московский армянский комитет», который основал больницу и сиротскую приют-школу. Функционировали также Союз городов, Союз братской помощи, Приют-школа братьев Паксон, и другие. Назначенный в 1917 году военным комиссаром Эрзрума К. Чакрян разместил в городе и сёлах сотни возвратившихся беженцев. В начале 1918 года эрзрумцы сформировали отряд самообороны из 500 человек. Были созданы также Комитет военного союза и Добровольческий комитет. 30 января 1918 года было провозглашено восстановление армянской государственности со столицей в городе Эрзрум.
В начале 1918 года турецкие войска, воспользовавшись развалом Кавказского фронта и нарушив русско-турецкое перемирие от 5 декабря 1917 года, оккупировали город Эрзурум и 2/3 Западной и Восточной Армении. Немногочисленные армянские добровольческие отряды, взяв на себя огонь, укрыли несколько тысяч мирного населения города, которые смогли благодаря этому спастись, отступив в Закавказье.
18 февраля 1918 года, 25000-я турецкая армия Вахиб паши вошла в Эрзурум, вырезав оставшееся в городе армянское население.
В 1919—1920 годах Эрзурум стал одним из центров турецкого национального движения; в Эрзуруме была созвана первая турецкая национальная ассамблея.
С начала XXI века город развивается как центр зимних видов спорта, с 27 января по 6 февраля 2011 года в городе прошла XXV зимняя Универсиада.

## Климат
В Эрзуруме горный климат с большими колебаниями суточной температуры. Высокое расположение над уровнем моря делает Эрзурум одним из самых холодных городов Турции.
| Показатель                    | Янв.  | Фев.  | Март  | Апр.  | Май  | Июнь | Июль | Авг. | Сен. | Окт.  | Нояб. | Дек.  | Год   |
| ----------------------------- | ----- | ----- | ----- | ----- | ---- | ---- | ---- | ---- | ---- | ----- | ----- | ----- | ----- |
| Абсолютный максимум, °C       | 7,7   | 9,6   | 21,4  | 26,5  | 27,2 | 31,0 | 35,6 | 36,5 | 33,3 | 27,0  | 17,8  | 14,0  | 36,5  |
| Средний суточный максимум, °C | −4,3  | −2,5  | 3,1   | 11,5  | 16,9 | 21,9 | 26,9 | 27,4 | 23,1 | 15,4  | 6,3   | −1,4  | 11,7  |
| Средняя температура, °C       | −9,9  | −8,2  | −2,2  | 5,5   | 10,4 | 14,9 | 18,3 | 19,3 | 14,4 | 7,8   | 0,1   | −6,6  | 5,3   |
| Средний суточный минимум, °C  | −15,2 | −13,6 | −7,1  | −0,1  | 3,7  | 6,7  | 10,6 | 10,4 | 5,5  | 1,0   | −5,1  | −11,5 | −0,7  |
| Абсолютный минимум, °C        | −36   | −37   | −33,2 | −22,4 | −7,1 | −5,6 | −1,8 | −1,1 | −6,8 | −14,1 | −34,3 | −37,2 | −37,2 |
| Норма осадков, мм             | 19,3  | 23,1  | 31,6  | 53,9  | 67,2 | 45,1 | 26,2 | 17   | 21,3 | 47    | 32,2  | 21,4  | 405,3 |
| Источник:                     |       |       |       |       |      |      |      |      |      |       |       |       |       |

## Достопримечательности

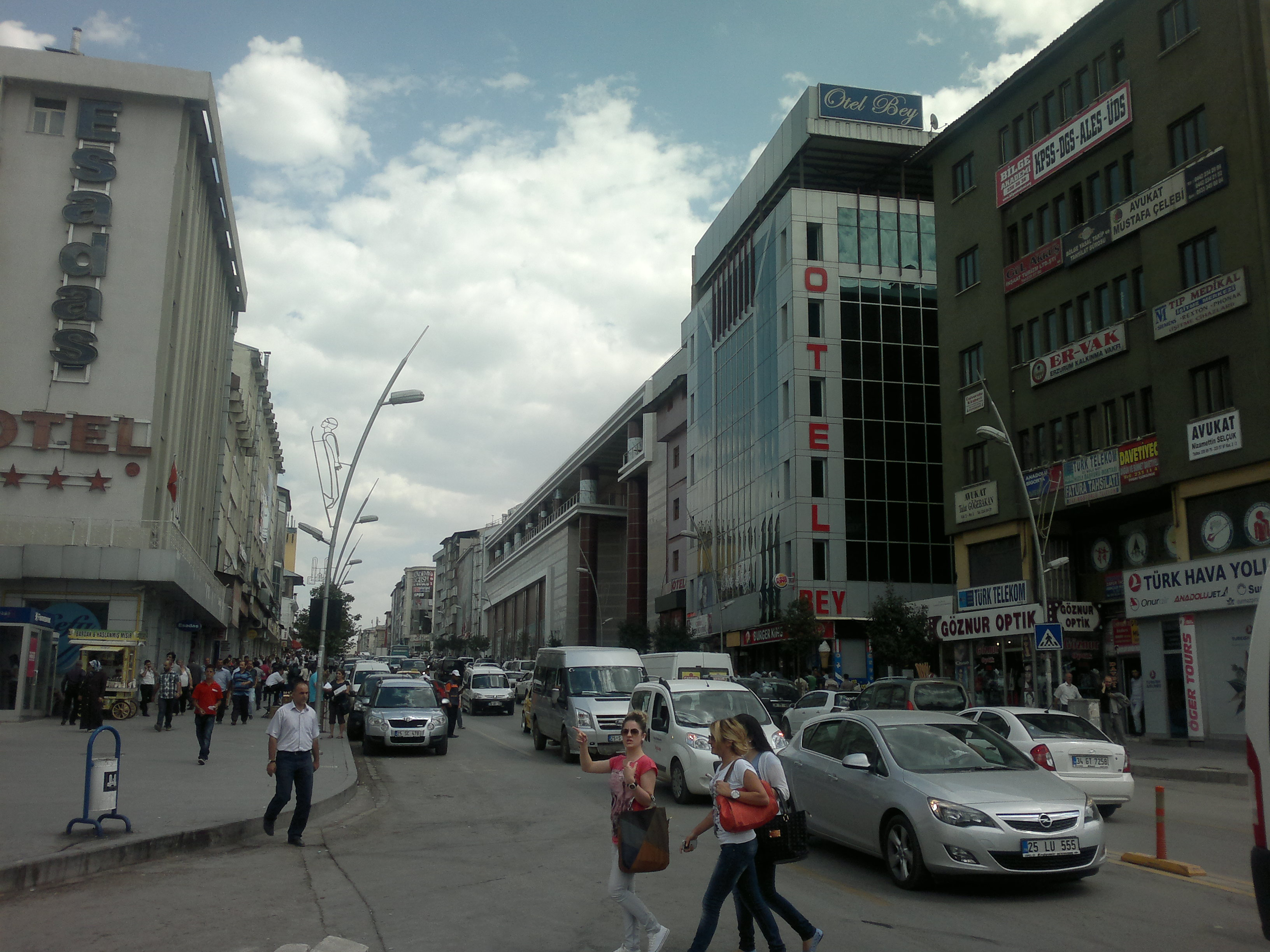
Проспект Джумхуриет Эрзурума

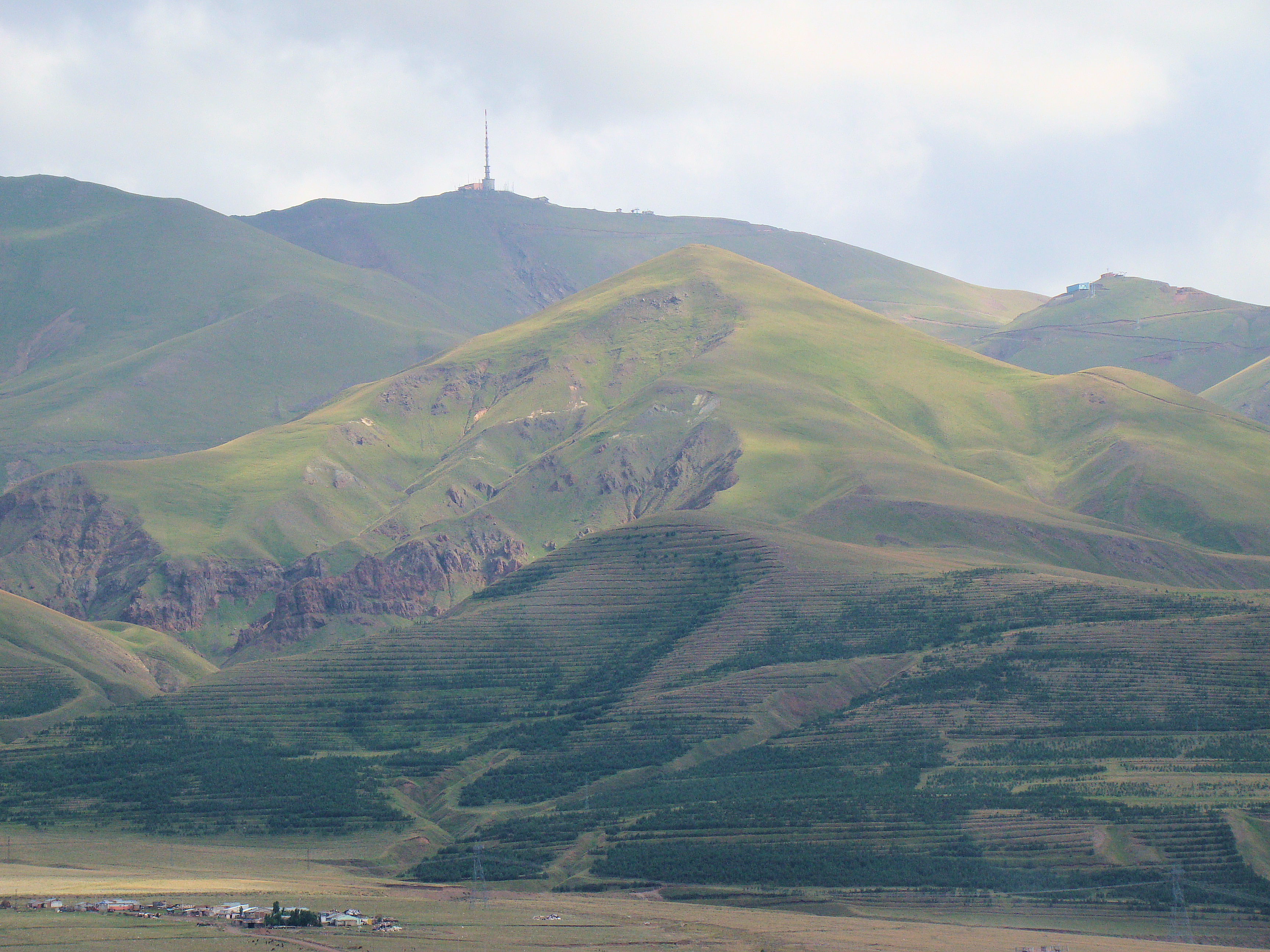
Паландокен в августе 2009 года, как видно из центра города Эрзурума.

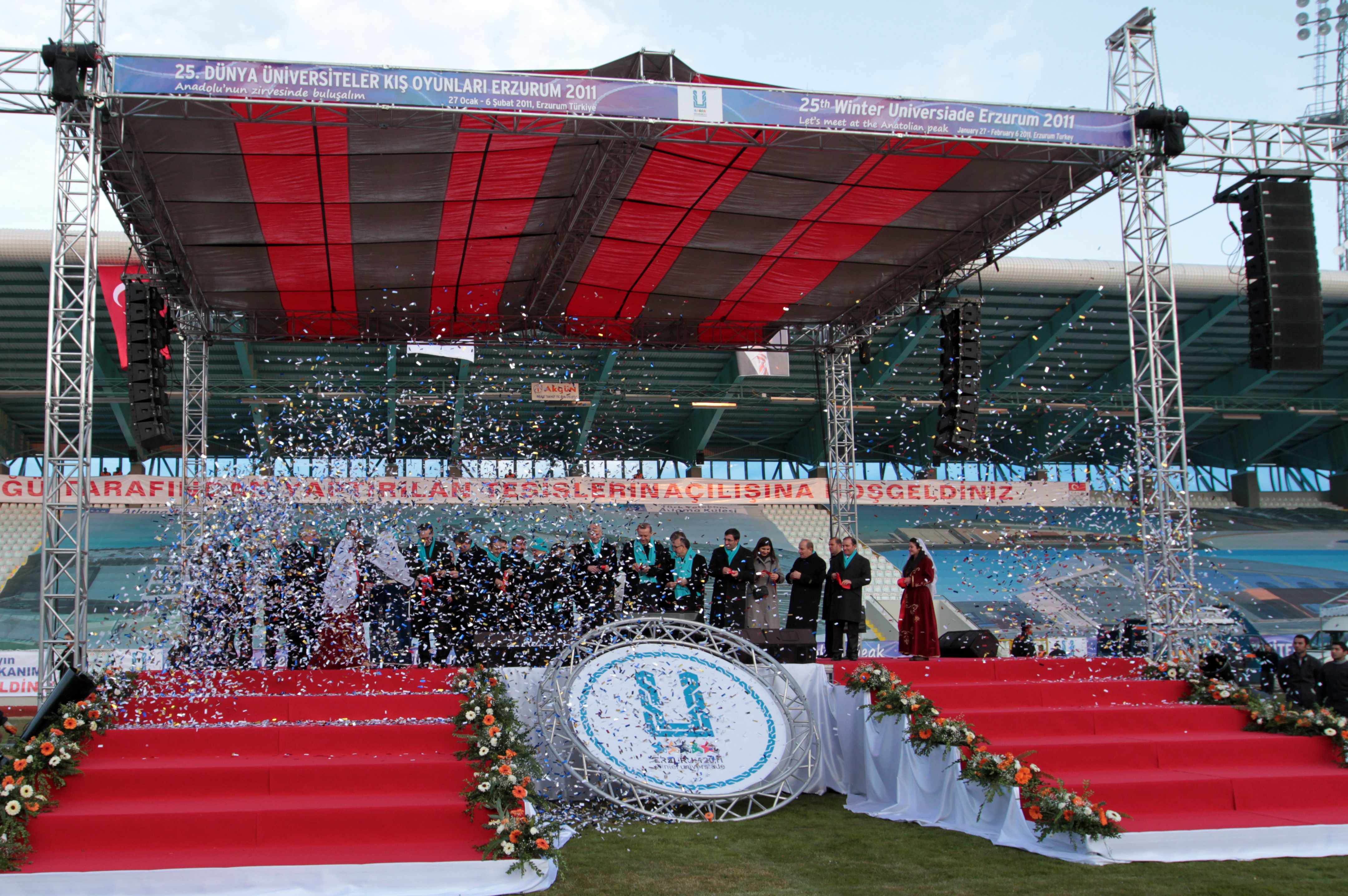
Открытие Зимней Универсиады 2011 года на стадион имени Казыма Карабекира.

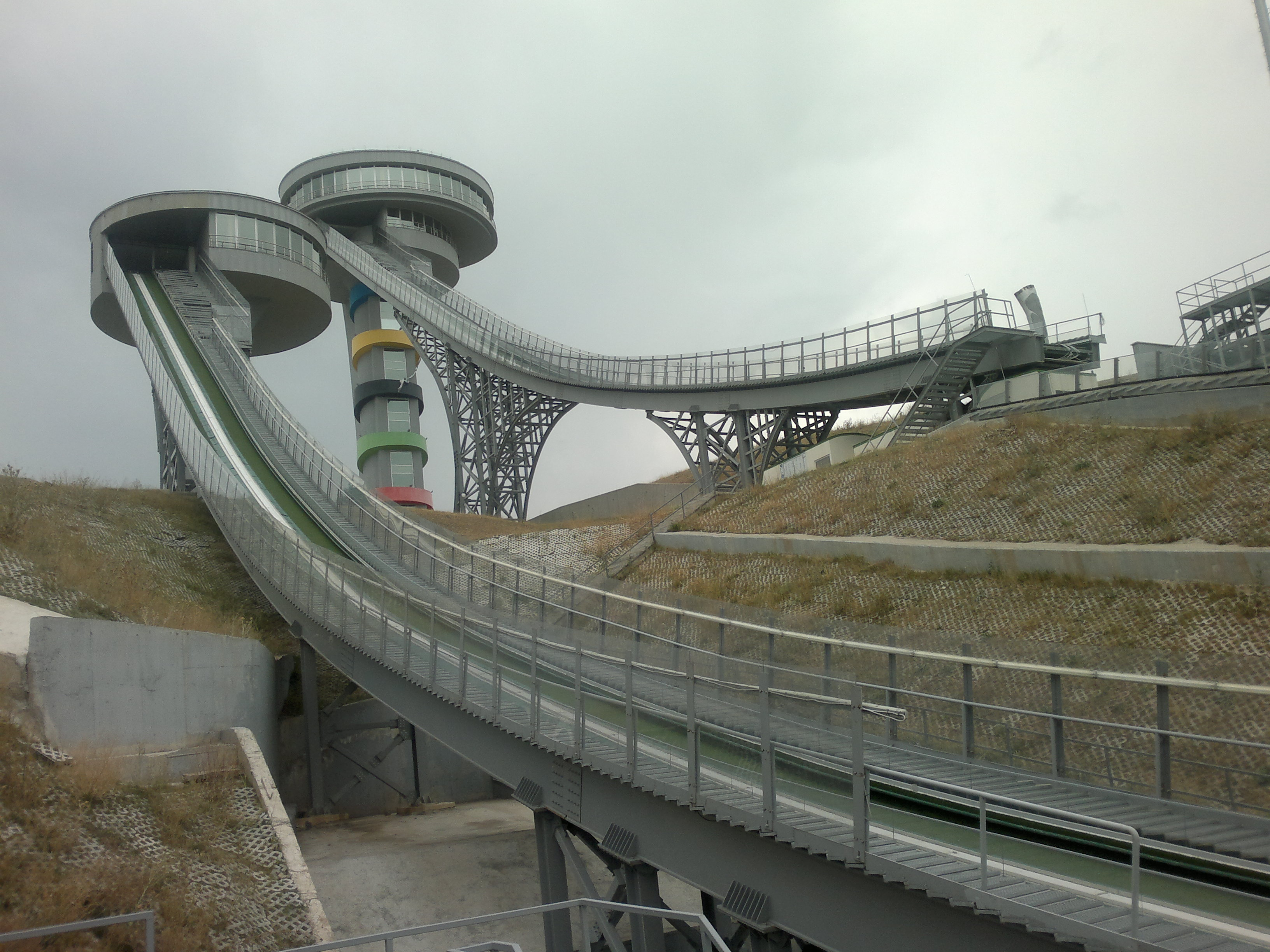
Башни для прыжков с трамплина K-95 (слева) и K-125 (справа) в Киремитликтепе.

Главной достопримечательностью города считается памятник «Азизие Аныты», возведённый как символ героизма жителей Эрзурума во время Русско-турецкой войны. В 5 км южнее Эрзурума расположен горнолыжный курорт Паландекен с самыми протяжёнными и крутыми в мире спусками. Среди исторических мест и центров отдыха озеро Тортум с крутыми берегами и одноимённый водопад, 220-метровый мост Чобандеде, возведенный в XIII веке сельджуками на реке Аракс, крепости Пасинер и Олту.
- Геотермальный источник: Ылыджа и Думлу;
- Водолечебница и минеральная вода Пасинлер,
- Источник Тортум
- Крепость Эрзурум, Ашкале, Джинис, Пыртын, Хыныс, Топраккале, Каледжик, Испир, Олту, Авник, Бардыз (Газилер), Тортум, Агджа, Азорт, Унгюзель, Хасанкале и Ван
- Церковь и город Котарус (Читаризон)
- Мечети[36]:
  - Великая мечеть Эрузурума также известная как мечеть Атабеков. — 1562
  - Мечеть Лала Мустафа Паша — 1562 год
  - Мечеть Мурад Паша — 1573 год
  - Мечеть Али Ага — 1608 год
  - Мечеть Каферие — 1645 год
  - Мечеть Бояхане — 1566 год
  - Мечеть Нарманлы — 1738 год
  - Мечеть Ибрагим-паша — 1748 год
  - Шейхская мечеть — 1720 год
  - Мечеть Дервиш Хаджи — 1718 год
  - Мечеть Дервиш Ага — 1718 год
  - Мечеть Первизоглу — 1716 год
  - Мечеть Дженнетзаде — 1786 год
  - Мечеть Февзие-Шейх уль-ислам — 1700 год
  - Мечеть Айяз Паша — 1545 год
  - Мечеть Гюрджу Мехмет Паша — 1648 год
  - Мечеть Касим Паша — 1667 год
  - Мечеть Эсат Паша — 1853 год
  - Мечеть Кемхан Паша — 1654 год
  - Мечеть Кёсе Омер Ага — 1771 год
  - Мечеть Арслан Паша — 1664 год
  - Крепостная мечеть
- Медресе Чифте Минарели и Якутие, известная также под именем Хатуние
- Медресе Ахмедие, Куршунлу, Первизоглу, Шейхлер и Кадыоглу
- Мечети в крепостях Эрзурума и Испира; минарет Тепси (Часовая башня)
- Мечети Лала паши, Мурат паши, Гюльджю Капысы (Али Ага), Бояхане, Джаферие, Куршунлу (Фейзие), Первизоглу, Дервиша Ага, Гюмрюк, Бакырджи, Нарманлы, Ибрагим паши, Шейхлер, Дженнетзаде, Топал Чавуш, Чарши (Тугрул Шах), Арслан паши, Сиваслы, Сулейман хана и Бардыза
- Усыпальницы: Эмир Салтук (Мелик Гази), Каранлык, Гюмюшлю, Джиджиме Султан, Рабия Хатун, Мехди Аббас (Эмир Шейх), Эврени, Сёйлемез Ана, Сёйлемез Баба, Мысри Зиннун, Феррух Хатун, Гюльпери Хатун
- Караван-сарай Ташхан (Рустема паши)
- Постоялые дворы: Гюмрюк, Дженнетзаде, Камбуроглу и Гаджи Бекир
- Бани Бояхане, Лала паша, Кырк Чешме, Мурат паша и Сарай
- Мосты Чобандеде, Дервиш Ага и Кюпели
- Эрзурумский музей археологии
- Музей конгресса в Эрзуруме.

## Города-побратимы
- Шуша, Азербайджан[37][38]
- Урмия, Иран[39]

## Известные уроженцы
- Аристакес Ластивертци — армянский историк XI века.
- Акоп Карнеци — армянский хронист XVII века.
- Ованнес Аветаранян (при рождении — Мехмет Шюкри) — армянский христианский миссионер. Переводчик Нового Завета на уйгурский язык.
- Грант Гамбарян — армянский писатель (1894—1915), погиб во время геноцида армян.
- Армен Гаро (Гарегин Пастермаджян) — деятель армянского национально-освободительного движения, национальный герой Армении.
- Аршак Гафавян (Кери, 1858—1916) — деятель армянского национально-освободительного движения.
- Геворгян, Арташес Галустович (1894—1937) — деятель армянского национально-освободительного движения, народный мститель.
- Оваким Кочолозян (недоступная ссылка) — видный деятель армянского национально-освободительного движения.
- Вардекес Серенгюлян[англ.] — депутат османского парламента от Эрзурума.
- Нене-хатун — турецкая национальная героиня.
- Джемаль Гюрсель — турецкий военный и общественный деятель, президент Турецкой республики.
- Гурген Яникян — армянский инженер и писатель, убийца турецкого консула и вице-консула в Лос-Анджелесе в отместку за геноцид армян.
- Фетхуллах Гюлен — турецкий общественный деятель, писатель и исламский проповедник, основатель движения «Хизмет».

## Галерея

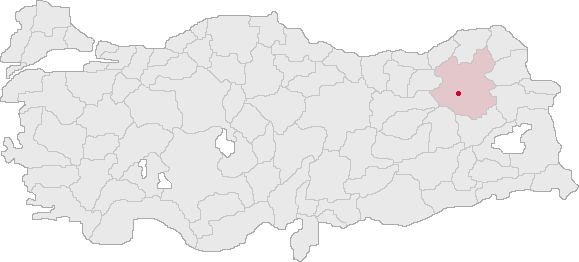
Эрзурум и одноименный ил на карте Турции
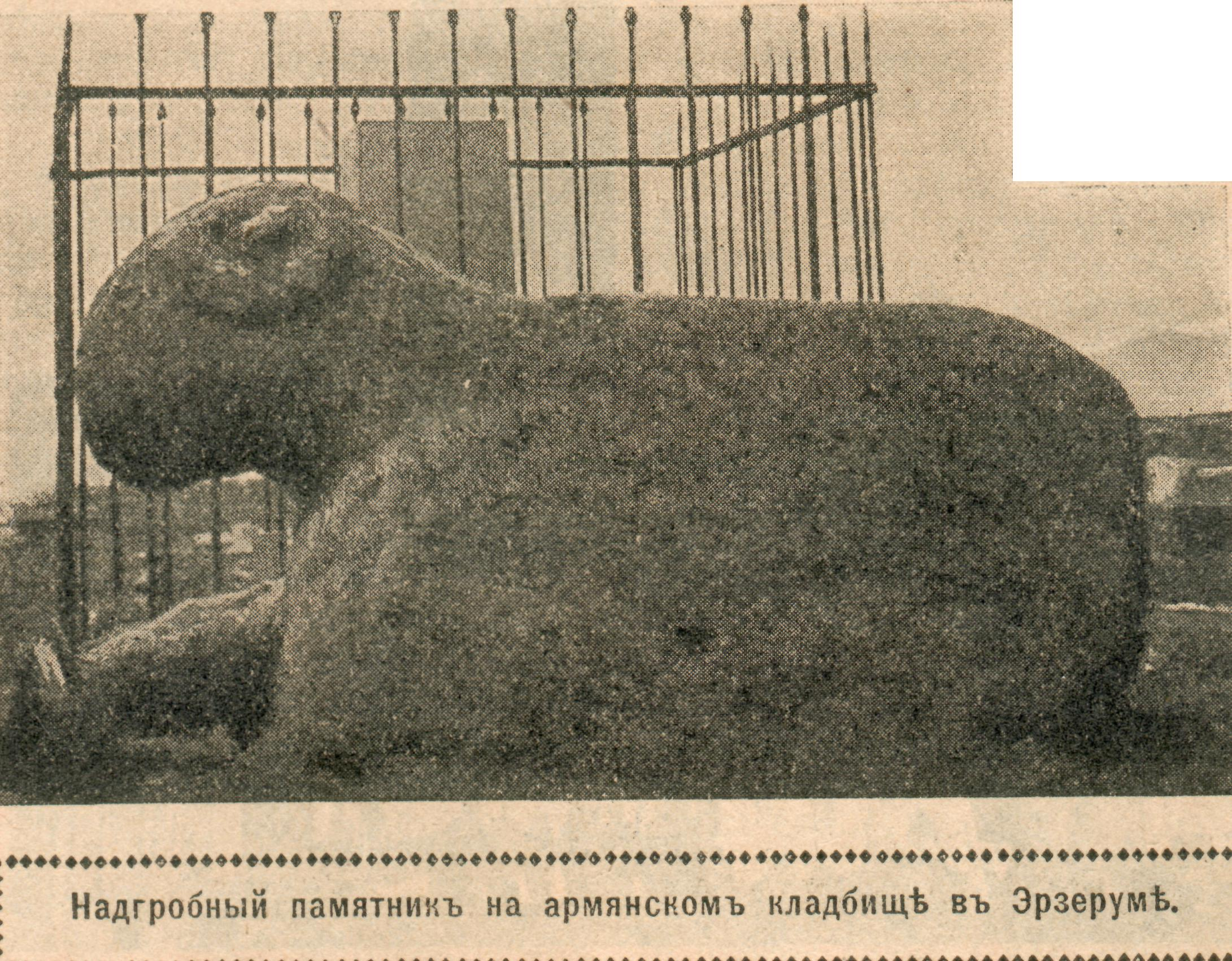
Надгробный памятник на армянском кладбище в Эрзеруме. 1916
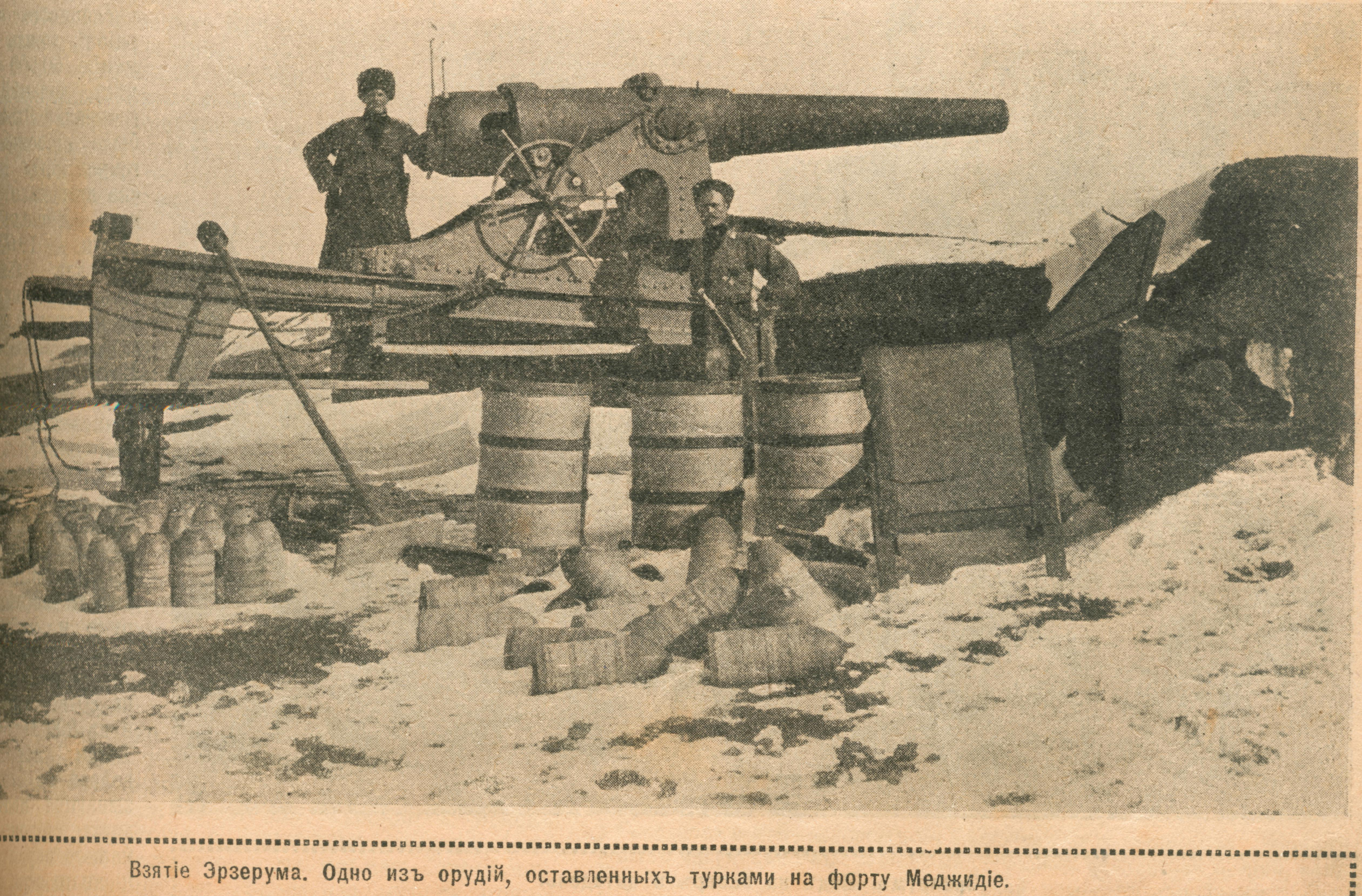
Эрзерум взят русскими войсками. Трофейное турецкое орудие. Март 1916
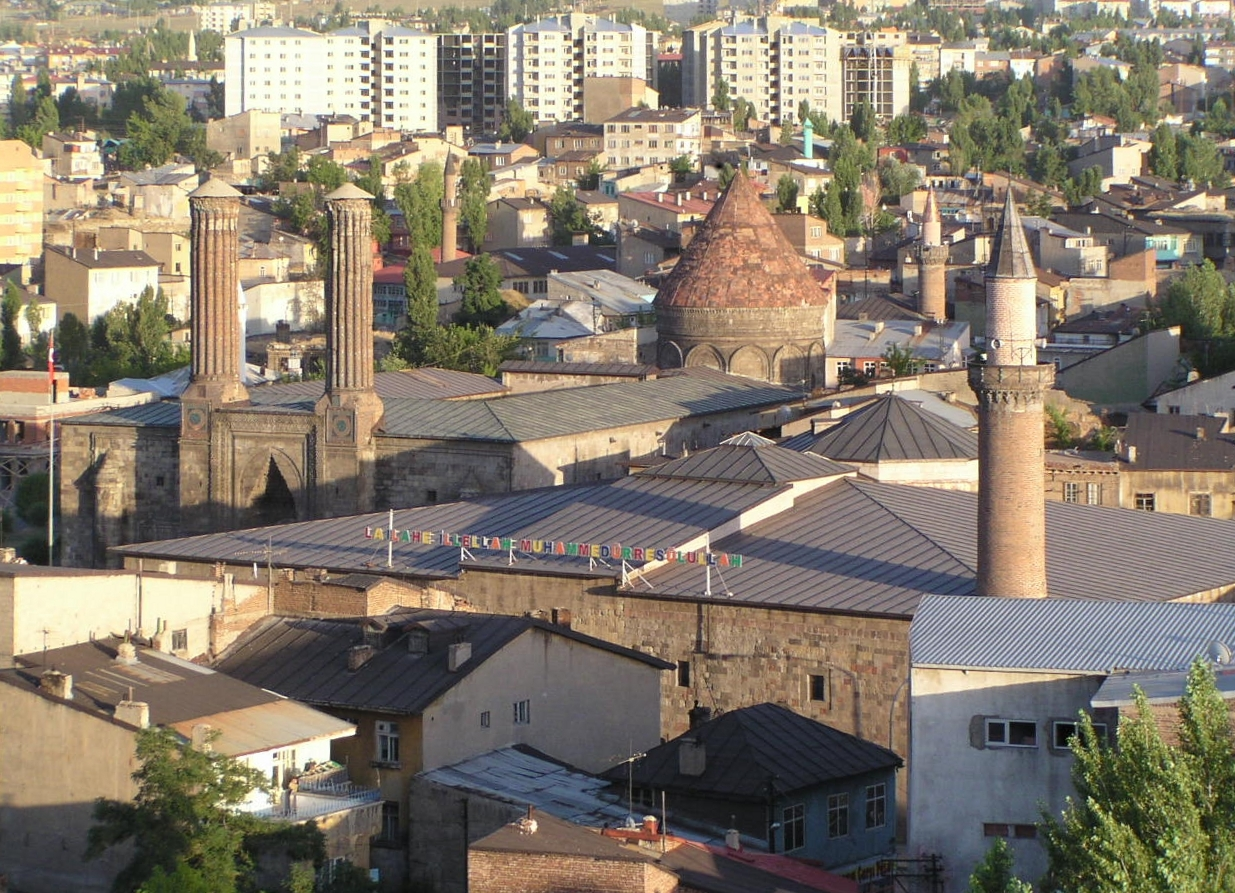
Вид на старую часть города
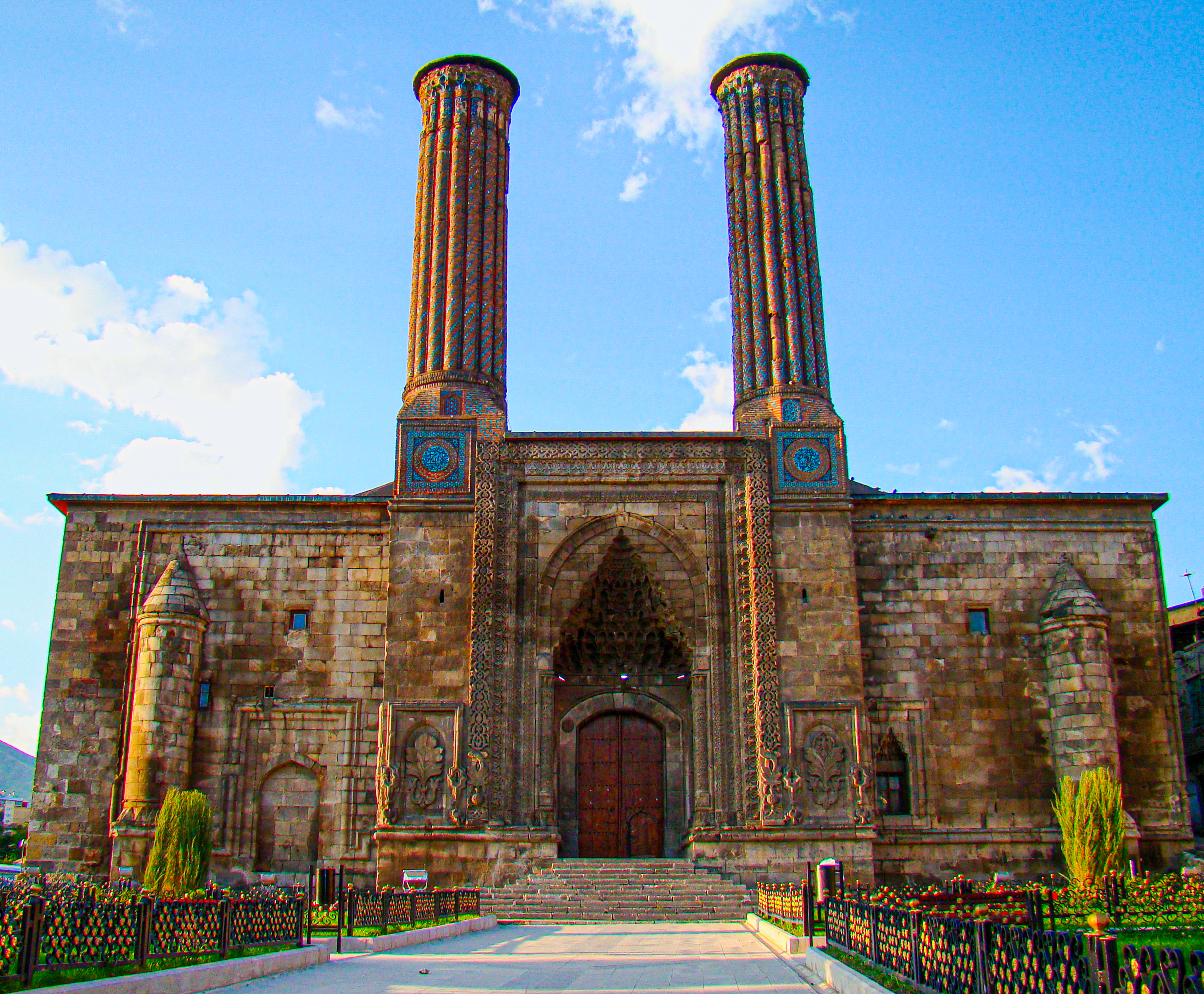
Медресе двух минаретов[англ.] (медресе с двойным минаретом) сельджукской эры является символом города и появляется на его гербе.
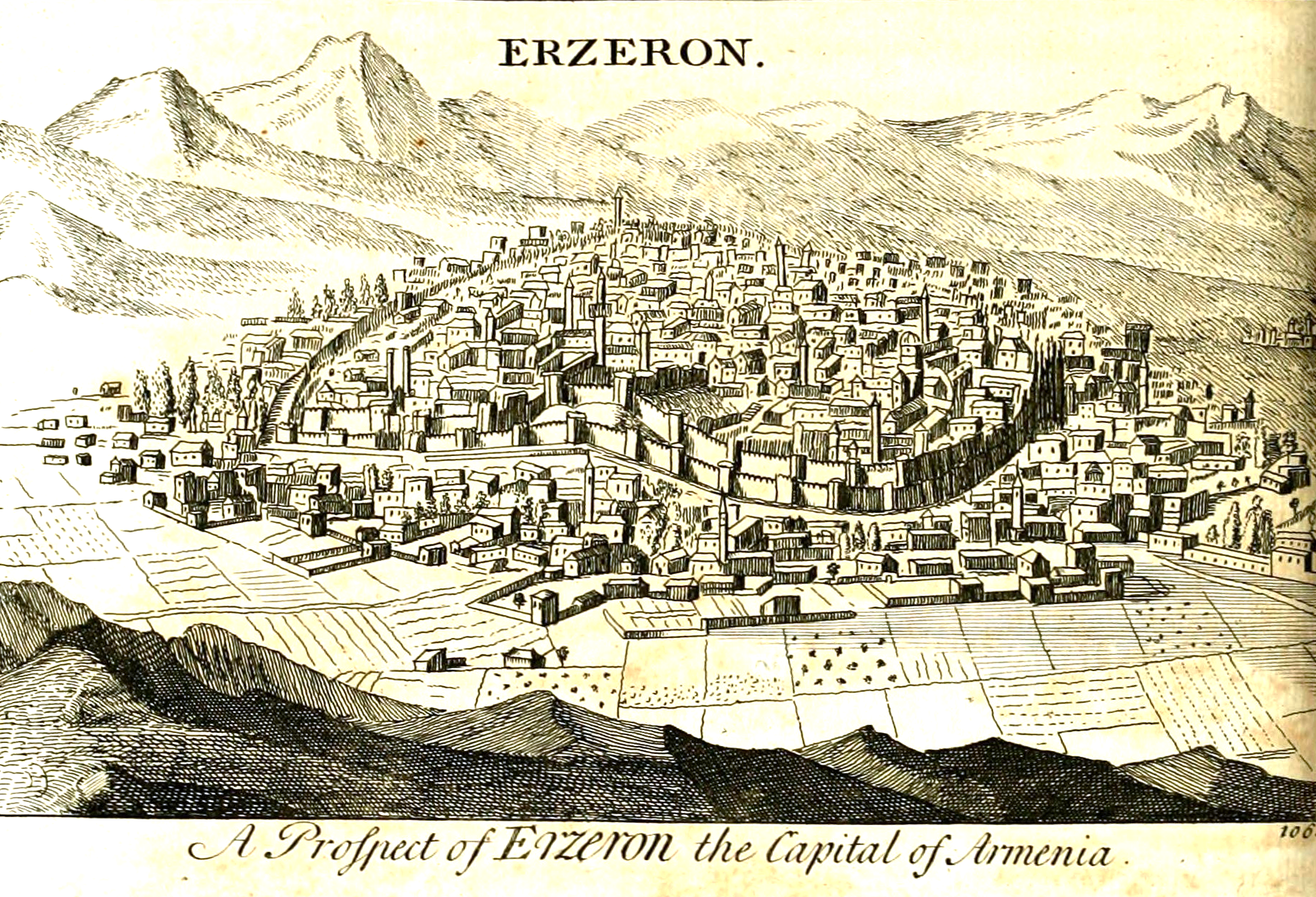
«Проспект Эрзерона, столицы Армении» из книги 1717 г. Жозефа Питтона де Турнефора Отношение из путешествия от Леванта